# 策齊維爾

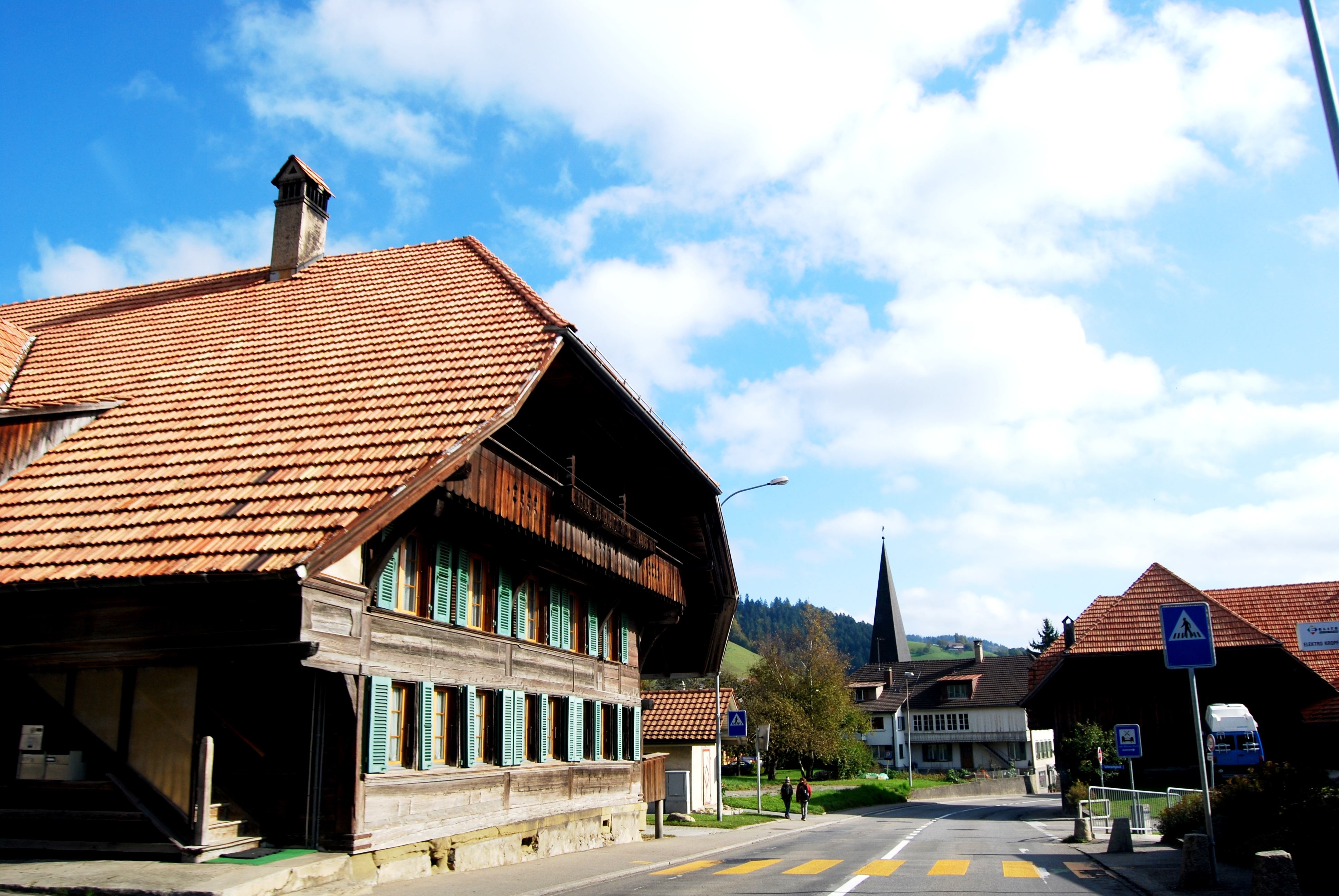

策齊維爾是瑞士的城鎮，位於該國中西部，由伯恩州負責管轄，面積5.42平方公里，海拔高度686米，2011年人口1,634，八成人口信奉基督教，人口密度每平方公里301人。